# Shingeki no Bahamut
 Shingeki no Bahamut (神撃のバハムート?) es una serie de anime para televisión producida por MAPPA, está basada en un videojuego de cartas del mismo nombre desarrollado por Cygames. La serie cuenta con dos temporadas dirigidas por Keiichi Satō; la primera temporada salió al aire entre octubre de 2014 y diciembre de 2014, cuenta con 12 episodios, la segunda temporada se estrenó en abril de 2017, cuenta con 24 episodios.

## Argumento
Mistarcia es un mundo mágico donde humanos, dioses y demonios conviven juntos. En el pasado el lugar fue amenazado y casi destruido por un legendario dragón llamado Bahamut, fue cuando tanto dioses como humanos y demonios unieron fuerzas y sellaron el poder del dragón. Dos mil años después del evento, el mundo goza de una era de paz pero varias amenazas desestabilizan la integridad del mundo y corre peligro de una nueva catástrofe.
El tiempo de paz de nuevo se ve amenazado por los demonios que intentan atacar a los humanos, hartos de ser tratados como esclavos, además, los dioses también conspiran para volver a imponerse y ser de nuevo adorados, pues la humanidad los ha olvidado. Con un arma poderosa robada a los dioses, los humanos se ponen de nuevo en riesgo, un grupo tanto de demonios, dioses y humanos se unirán de nuevo e intentarán arreglar los problemas.

## Personajes
Favaro Leone (ファバロ・レオーネ Favaro Reōne?)
Voz por: Hiroyuki Yoshino
Un cazador de recompensas bastante hábil y engreído, lleva un peculiar cabello naranja con estilo afro.
Kaisar Lidfard (カイザル・リドファルド Kaizaru Ridofarudo?)
Voz por: Go Inoue
Un cazador de recompensas que comandaba a un grupo de guerrilleros, se convierte durante un tiempo en enemigo de Favaro; fue miembro de los Caballeros Orleans de la guardia del Rey Charioce.
Rita (リタ Rita?)
Voz por: Miyuki Sawashiro
Una chica zombi con varias habilidades en medicina, magia y pocimas.
Lavalley (ラヴァレイ Ravarei?)
Voz por: Hiroaki Hirata
Jeanne D'arc (ジャンヌ・ダルク Jan'nu Daruku?)
Voz por: Megumi Han
Jeanne es una guerrera bendecida por los dioses al proteger y salvar a uno de ellos, tuvo un hijo que dejó en la Tierra lejos de ella.
Nina Drango (ニーナ・ドランゴ Nīna Dorango?)
Voz por: Sumire Morohoshi
Una jovencita aprendiz de cazadora de recompensas, viene de un pueblo donde la gente se puede transformar en dragón. Ella no logra dominar su técnica y se transforma de forma peculiar de manera accidental.
Bacchus (バッカス Bakkasu?)
Voz por: Hiroshi Iwasaki
Un dios exiliado del cielo que vive en una carreta junto a su asistente, un ganso llamado Hamsa.
Hamsa (ハンサ Hansa?)
Voz por: Showtaro Morikubo
Un ganso que habla, vive junto con Bacchus en una carreta al ser exiliados del cielo.
Azazel (アザゼル Azazeru?)
Voz por: Masakazu Morita
Un demonio antes conocido como "El demonio de trapo", lidera la lucha contra los humanos.
Amira (アーミラ Āmira?)
Voz por: Risa Shimizu
Amira es un poderoso demonio con apariencia de una mujer de cabello rosa y ojos color púrpura, autora del robo de un preciado elemento perteneciente a los dioses. Sigue a Favaro en sus aventuras con tal de encontrarse con su familia.
Cerberus (ケルベロス Keruberosu?)
Voz por: Eri Kitamura
Pazuzu (パズズ?)
Voz por: Tsuyoshi Koyama
Gabriel (ガブリエル Gaburieru?)
Voz por: Ayumi Fujimura
La arcángel Gabriel es una poderosa diosa habitante del cielo.
Michael (ミカエル Mikaeru?)
Voz por: Shouta Aoi
Raphael (ラファエル Rafaeru?)
Voz por: Ayumi Tsuji
Uriel (ウリエル Urieru?)
Voz por: Eri Ozeki
Lucifer (ルシフェル Rushiferu?)
Voz por: Takahiro Sakurai
Líder de la sección de los demonios.
Charioce XVII (シャリオス17世 Shariosu 17-sei?)
Voz por: Yuichiro Umehara
Es el actual rey de Mistarcia, es un joven de apariencia fuerte y apuesto, siente un odio por los dioses y los demonios hasta intentar atacarlos y destruirlos por cualquier medio. Se enamora de Nina al conocerla durante un festival.
Sofiel (ソフィエル Sofieru?)
Voz por: Maaya Sakamoto
Una angel que usualmente baja a la ciudad en vestida de humana normal, está al servicio de Gabriel.
Mugaro (ムガロ?)
Voz por: [[ ]]
Es el hijo de Jeanne D'arc, es un joven andrógino mudo que nació con supuestos poderes dados por los dioses.

## Anime
Para ambas temporadas del anime la dirección es de Keiichi Sato, el diseño de personajes es de Naoyuki Onda y la música compuesta por Yoshihiro Ike. El tema de apertura de la primera temporada es EXiSTENCE interpretada por SiM, el tema de cierre es Promised Land por Risa Shimizu. El tema de apertura de la segunda temporada es LET iT END interpretado por SiM, el tema de cierre es Haikei Goodbye Sayonara (拝啓グッバイさようなら) por DAOKO; un segundo tema de apertura fue creado para el anime titulado Walk This Way por THE BEAT GARDEN y el segundo tema de cierre es Cinderella Step por DAOKO.

### Lista de episodios

#### Primera temporada
| #  | Título                                                                        | Estreno                 |
| -- | ----------------------------------------------------------------------------- | ----------------------- |
| 1  | «El encuentro» «Encounter Wytearp»                                            | 6 de octubre de 2014    |
| 2  | «Escape de Levian» «Escape of Levian»                                         | 13 de octubre de 2014   |
| 3  | «Niebla de Nebelville» «Fog of Nebelville»                                    | 20 de octubre de 2014   |
| 4  | «Reunión en Ysmenport» «Reunion at Ysmenport»                                 | 27 de octubre de 2014   |
| 5  | «Rescate en Sword Valley» «Rescue in Sword Valley»                            | 3 de noviembre de 2014  |
| 6  | «Anatae, parte 1: El santo legendario» «Anatae, Part 1: Legendary Saint»      | 10 de noviembre de 2014 |
| 7  | «Anatae, parte 2: La tormenta» «Anatae, Part 2: The Storm Rages»              | 24 de noviembre de 2014 |
| 8  | «Anatae, parte 3: Más allá de la tormenta» «Anatae, Part 3: Beyond the Storm» | 1 de diciembre de 2014  |
| 9  | «La decisión en Wailing Woods» «Decision in the Wailing Woods»                | 8 de diciembre de 2014  |
| 10 | «Helheim, tierra de mentiras» «Helheim, Land of Lies»                         | 15 de diciembre de 2014 |
| 11 | «Todos los caminos llevan a Abos» «All Roads Lead to Abos»                    | 22 de diciembre de 2014 |
| 12 | «La ira de Bahamut» «Rage of Bahamut»                                         | 29 de diciembre de 2014 |

#### Segunda temporada
| #  | Título                                                           | Estreno                  |
| -- | ---------------------------------------------------------------- | ------------------------ |
| 1  | «El dragón rojo» «Red Dragon»                                    | 8 de abril de 2017       |
| 2  | «Los miserables» «The Miserables»                                | 15 de abril de 2017      |
| 3  | «Encuentro cercano» «Close Encounter»                            | 22 de abril de 2017      |
| 4  | «Iniciador del fuego» «Firestarter»                              | 29 de abril de 2017      |
| 5  | «Aquellos que no se rinden» «Those Who Won't Give Up»            | 6 de mayo de 2017        |
| 6  | «Festival en Anatea» «Anatean Holiday»                           | 13 de mayo de 2017       |
| 7  | «El día de la victoria» «The Day of Victory»                     | 20 de mayo de 2017       |
| 8  | «El día de la derrota» «The Day of Defeat»                       | 27 de mayo de 2017       |
| 9  | «Es lo mismo, da lo mismo» «Same Old, Same Old»                  | 3 de junio de 2017       |
| 10 | «Así era ella» «The Way She Was»                                 | 10 de junio de 2017      |
| 11 | «Declaración de guerra» «Declaration of War»                     | 17 de junio de 2017      |
| 12 | «El gran escape» «The Great Escape»                              | 24 de junio de 2017      |
| 13 | «Adiós a las armas» «A Farewell to Arms»                         | 1 de julio de 2017       |
| 14 | «Regreso a casa» «Homecoming»                                    | 8 de julio de 2017       |
| 15 | «La ciudad de los dioses, parte 1» «City of the Gods, Part 1»    | 15 de julio de 2017      |
| 16 | «La ciudad de los dioses, parte 2» «City of the Gods, Part 2»    | 22 de julio de 2017      |
| 17 | «Almas virgenes» «Virgin Souls»                                  | 29 de julio de 2017      |
| 18 | «Invicto» «Invictus»                                             | 19 de agosto de 2017     |
| 19 | «¿Vamos a bailar?» «Shall We Dance?»                             | 26 de agosto de 2017     |
| 20 | «Del cielo al infierno» «From Heaven to Hell»                    | 2 de septiembre de 2017  |
| 21 | «Venganza» «Vengeance»                                           | 9 de septiembre de 2017  |
| 22 | «¿Hacia dónde sopla el viento?» «Which Way Is the Wind Blowing?» | 16 de septiembre de 2017 |
| 23 | «Levantamiento de la pesadilla» «Rise of the Nightmare»          | 23 de septiembre de 2017 |
| 24 | «Corre, Nina, corre» «Run, Nina, Run»                            | 30 de septiembre de 2017 |